# Liulihe-Stätte
Die Liulihe-Stätte (chinesisch 琉璃河遗址, Pinyin Liúlihé yízhǐ, englisch Liulihe Site) im Stadtunterbezirk Liulihe, Stadtbezirk Fangshan, Peking, China, ist eine ehemalige Hauptstadt des Staates Yan aus der Westlichen Zhou-Dynastie.
1973 wurde dort mehrere Bronzen mit der Beschriftung „匽(燕)侯“ („Yan hou“, d. h. „Markgraf von Yan“) ausgegraben. Nach der Grabstätte wird die Stätte auch Grabstätte des Staates Yan (燕国墓地,  Yanguo mudi, englisch State of Yan Cemetery) genannt.
Seit 1988 steht sie auf der Liste der Denkmäler der Volksrepublik China in Peking (3-201).